# André Clot
André Clot (n. 9 noiembrie 1909, Grenoble, Franța – d. 15 noiembrie 2002, Seyssinet-Pariset, Rhône-Alpes, Franța) a fost un istoric și scriitor francez.

## Operă
- L’Espagne musulmane. VIIIe–XVe siècle. Perrin, Paris 1999, ISBN 2-262-01425-6.
- L'Egypte des Mamelouks: L'empire des esclaves 1250-1517, Perrin, 1999, ISBN 2-262-01030-7.
- Les Grands Moghols: Splendeur Et Chute, 1526-1707 . Plon, 1993, ISBN 2-259-02698-2.
- Mehmed II, le conquérant de Byzance (1432-1481). Perrin,1990, ISBN 2-262-00719-5.
- Haroun al-Rachid et le temps des "Mille et une nuits". Fayard, Paris 1986, ISBN 2-213-01810-3.
- Soliman Le Magnifique, Fayard, Paris, 1983, 469 p. ISBN 2-213-01260-5.

1. 1 2 3 4   https://deces.matchid.io/search?size=n_60_n&advanced=true&ln=clot&bc=grenoble&bd=1909 Lipsește sau este vid: |title= (ajutor)
2. 1 2  André Clot, SNAC, accesat în 9 octombrie 2017
3. ↑  „André Clot”, Gemeinsame Normdatei, accesat în 27 aprilie 2014
4. ↑  „André Clot”, Gemeinsame Normdatei, accesat în 13 decembrie 2014
5. ↑  „André Clot”, Gemeinsame Normdatei, accesat în 17 octombrie 2015
6. 1 2  Autoritatea BnF, accesat în 10 octombrie 2015